# 姚媛贞
姚媛贞（1965年—），湖南安乡人，土家族，中华人民共和国政治人物、第十二届全国人民代表大会湖南地区代表。
毕业于衡阳医学院眼耳鼻喉专业。加入中国农工民主党。担任湖南张家界市人民医院副院长。2008年起担任全国人大代表。2013年继续担任全国人大代表。